# Personer i Dragon Ball
Dette er en oversigt over personer fra den japanske mangaserie Dragon Ball, samt de tilhørende Dragon Ball Z og Dragon Ball GT.

## Hovedkarakterer

### Son-Goku
Stemmelagt af: Masako Nozawa (japansk); Caspar Phillipson (dansk)
Først introduceret som en lille dreng fremstår Son-Goku (孫悟空 Son Gokū) umådeligt stærk, godhjertet og ekstremt kompetitiv, men stærkt dedikeret til at forsvare sit adoptivhjem på jorden fra interne såvel som eksterne trusler. Selvom han ligner et menneske, viser det sig senere, at Son-Goku er en saiyajin og at hans oprindelig navn er Kakarrot.[kap. 197]

### Bulma
Stemmelagt af: Masako Nozawa (japansk); Mei Oulund (DBZ), Julie Lund (DBS) (dansk)
Bulma (ブルマ Buruma) dukker først op som en teenager, der bruger Drageradaren, et apparat der opfanger energisignalet, som Dragekuglerne udsender. Hun bliver ført til Son-Gokus lokation via det signal, som den firstjernede dragekugler han besidder udsender, og hun rekrutterer ham til at passe på hende, mens hun håber på at få fingrende i Dragekuglen for at opfylde sit ønske om at få en kæreste.[kap. 1] Hun giver op på sit ønske, efter hun møder Yamchu,[kap. 23] og langt senere i serien gifter hun sig med Vejita. Bulma har også taget rollen som opfinder og sørger konstant for kritisk tech-support for Son-Goku og hans venner i deres kampe mod adskillelige fjender og trusler gennem serien. Nogle af hendes bemærkelsesværdige opfindelse indebærer et ur, der kan få hende til at skrumpe, og en tidsmaskine, der brafte hendes søn, Trunks, tilbage i tiden fra en alternativ fremtid.

### Kuririn
Stemmelagt af: Mayumi Tanaka (japansk); Jan Tellefsen (dansk)
Kuririn (クリリン) er Son-Gokus bedste ven og én af de mest talentfulde kampsportsudøvere på jorden. Som en munk, der kronrager hovedet for sin trænings skyld er han og Son-Goku under Kame-Sennins vejledning;[kap. 28] til at started med er han Son-Gokus rival, men bliver senere en trofast følgesvend i hans eventyrer senere. Han bliver dræbt af Ærkedjævelen Piccolo afkom Tanbarin, men genoplives senere af Shenlong.[kap. 135, 165] Da kampen mod saiyajinerne er ovre, rejser han til planeten Namek, hvor han bliver dræbt af Freezer.[kap. 317] Efter at være blevet bragt til live igen med de namekianske Dragekugler,[kap. 329] hjælper han i kampen mod androiderne og Celle. Han er gift med C-18, med hvem han har en datter, Marron (マーロン Māron).[kap. 426, 431]

### Piccolo
Stemmelagt af: Toshio Furukawa (japansk); Christian Damsgaard (dansk)
Piccolo (ピッコロ Pikkoro) er et af Ærkedjævelen Piccolos afkom, skabt for at få hævn over Son-Goku efter Ærkedjævlens død, og han antager derefter rollen som Guds "onde halvdel".[kap. 161, 165] Men efter et tæt nederlag til Son-Goku, må han slå sig sammen med ham og hans venner for at modsætte sig de invaderende saiyajiner, og dertil træner han Son-Gokus søn Son-Gohan.[kap. 193, 198, 205] Det afsløres senere, at han er Namekianer—en dæmonisk, grøn-hudet, fir-fingret og hårløs menneske-lignende art af rumvæsner, som skabte Dragekuglerne.[kap. 214] Han ofrer sit eget liv for at beskytter Son-Gohan under kampen mod saiyajinen Nappa og træner derefter i efterlivet med Mester Kaio, inden han bliver ønsket tilbage til livet igen med de namekianske Dragekugler.[kap. 223, 261, 293] Mens deres alliance blot er midlertidig under kampene mod Freezer og androiderne, ender han med faktisk at acceptere, at de er allierede under kampene mod Celle og Dæmonen Bøh.

### Son-Gohan
Stemmelagt af: Masako Nozawa (japansk); Pauline Rehné (DBZ, barn), Caspar Phillipson (DBZ SP2, voksen), Mathias Hartmann Niclasen (DBS, voksen) (dansk)
Son-Gohan (孫悟飯) er Son-Goku og Chichis ældste søn, som først ses i en alder af fire.[kap. 196] Han bliver kidnappet af Son-Gokus bror, Radits, og låst inde i hans rumkapsel. Men hans temperament blusser op og han farer ud af kapslen og giver Radits et hårdt hovedstød, der slår ham selv ud. Efter kampen tager Piccolo ham med sig for at træne et år, da han har set Son-Gohans potentiale.[kap. 205] Son-Gohan bliver langsomt en af de stærkeste karaktere i serien og kan senere næsten stå på lige fod med Frieza, og han ender med at besejre Celle. Efter Dæmonen Bøh-arket gifter han sig med Videl, som han senere får en datter ved navn Pan med.[kap. 518]

### Vejita
Stemmelagt af: Ryō Horikawa (japansk); Kristian Boland (DBZ), Peter Vinding (DBS) (dansk)
Vejita (ベジータ Bejīta) er den sidste prins af saiyajin-krigerfolket, og den fjere generation af den kongelige saiyajin-slægt til at bære navnte Vejita. Han ses først erobre en planet med sin makker, Nappa, som han lytter til Radits' kamp mod Son-Goku på jorden ved brug af sin sensor.[kap. 204] De to rejser mod jorden i søgen på Dragekuglerne, og han ender med at kæmpe mod en nyligt genopliven Son-Goku, men trækker tilbage efter at have lidet nederlag.[kap. 235–240] Han flygter for at komme sig, inden han tager til planeten Namek for at samle dens Dragekugler, inden Freezer kan gøre det.[kap. 246] Som han er på Namek, fortsætter Vejita med at kæmpe mod og dræbe mange af Freezers håndlangere. Han tvinges senere til at slå sig sammen med Son-Gohan, Son-Goku, Piccolo og Kuririn for at bekæmpe Freezer. Efter Freezers nederlag lever Vejita på jorden og for et forhold til Bulma. Da androiderne ankommer, afsløres det, at Vejita ar fået en søn med Bulma ved navn Trunks.[kap. 337] Senere i serien får han og Bulma en yngre datter ved navn Bra (ブラ Bura); i modsætning til sin far og bror, og til trods for hun er halvt saiyajin, viser hun ingen interesse i at slås.

### Trunks
Stemmelagt af: Takeshi Kusao (japansk); Peter Secher Schmidt (DBZ SP2), Arn Nielsen (DBS, barn), Benjamin Hasselflug (DBS, voksen) (dansk)
Trunks (トランクス Torankusu) dukker først op som en mystisk ung mand, der nemt besejrer Freezer og hans far, Kong Cold, inden Son-Goku vender tilbage til jorden fra planet Namek.[kap. 331, 332] Det afsløres, at han er Vejita og Bulmas fremtidige barn, der er rejst tilbage i tiden for at informere Son-Goku om Red Ribbon-androidernes ankomst, som i hans egen tid har dræbt alle andre af Z-krigerne på nær Son-Goku, der døde af en hjertesygdom.[kap. 334, 335] Trunks' historie uddybes i Drengen fra fremtiden. Han hjælper med at kæmpe mod androiderne og Celle, inden han vender tilbage til sin egen tidslinje. Han dukker senere op i Dragon Ball Super for at anmode om hjælp fra nutidens helte. Han dukker også op i Super Dragon Ball Heroes.
Lige som androiderne ankommer, bliver Trunks i nutiden født.[kap. 337] Syv år senere kæmper Trunks, der allerede i sin unge alder kan antage super-saiyajin-form, mod Dæmonen Bøh ved at bruge fusions-teknikken med sin bedste ven, Son-Goten, for at danne Gotenks (ゴテンクス Gotenkusu).[kap. 480]

## Bikarakterer

### Kame-Sennin
Stemmelagt af: Kōhei Miyauchi (DB-DBZ#260), Hiroshi Masuoka (DBZ#281-GT), Masaharu Satō (Kai+) (japansk); Michael Boesen (DBZ), Torbjørn Hummel (DBS) (dansk)
Kame-Sennin (亀仙人 "Skildpadde-eremit"), også kendt som Muten-Rōshi (武天老師 "Kampsports-genimester"), hvilket på engelsk endte med at bliver "Master Roshi", er en liderlige, ældre kampsportsmester og -instruktør, der bor på en lille ø, og som opfandt Kamehameha-teknikken. Han oplærte Bedstefar Gohan og Okse-djævlen,[kap. 12] Son-Goku og Kuririn,[kap. 28] samt et par andre. Han er ofte ledsaget af den talende havskildpadde Umigame (ウミガメ "Havskildpadde"), der ofte forsøger at pointere hans fejl. Kame-Sennin blev oplært af Mester Mutaito (武泰斗), som også trænede hansrival, Tsuru-Sennin (鶴仙人 "Trane-eremit"); han har yderligere modtaget træning fra Mester Kvæde.[kap. 135, 88] Da han dukker anonymt op i den store Kampsportsturnering, går deltager han under navnet "Jackie Chun" (ジャッキー・チュン Jakkī Chun), har paryk på, og har smidt sine solbriller.

### Yamchu
Stemmelagt af: Tōru Furuya (japansk); Christian Damsgaard (DBZ), Daniel Lenz (DBS) (dansk)
Yamchu (ヤムチャ Yamucha), bliver introduceret som en ørkenrøver sammen med sin ven Puar, som de forsøger at stjæle Son-Goku og Bulmas Dragekugler. Han bliver nervøs i nærheden af kvinder.[kap. 8, 9] Han bliver senere Son-Gokus allierede, får et forhold med Bulma og bliver senere en af Kame-Sennins elever.[kap. 23, 112] Hans signaturangreb er Rōgafūfūken (狼牙風風拳 "Ulvehugtandens næve"), et bombardement af næve- og håndfladeslag, der afsluttes med et dobbelt handfladeslag.[kap. 8] Som resultat af hans træning under Kame-Sennin er Yamchu i stand til at udøve Kamehameha-taknikken, og udvikler selv teknikken Sōkidan (繰気弾 "Snurrende ki-kugle"), en kugle af energi styret med psykokinese.[kap. 117, 175] Senere træner han også under Gud for at forberede sig mod den kommende saiyajin-invasion, men bliver dræbt af en af deres Saibamen.[kap. 209, 215] Inden han bliver ønsket til live igen med de namekianske Dragekugler, træner han under Mester Kaio i efterlivet.[kap. 261, 329] Han forbliver et tilbagevendende medlem af Z-krigerne, men bliver mindre aktiv, som serien skrider frem.

### Chichi
Stemmelagt af: Mayumi Shō (DB-DBZ#88), Naoko Watanabe (DBZ#89+) (japansk); Mei Oulund (DBZ), Estrid Ebba Böttiger (DBS) (dansk)
Chichi er Son-Gokus kone, og datter af Okse-djævlen, som optræder for første gang i bind 1 (Dragekuglernes Hemmelighed).
Son-Goku lover som barn at gifte sig med Chichi, uden han er klar over, hvad det egentligt betyder. Det glemmer han, men møder hende igen i bind 15 (Chichi) i en kampsportsturnering, hvor de forlover sig.
Chichi får senere to sønner "Son-Gohan", som viser sig for første gang i bind 17 (En Bror Til Son-Goku) og "Son-Goten" bind 36 (Den Nye Helt).

### Tenshinhan
Stemmelagt af: Kōichi Yamadera (DB-DBZ), Hikaru Midorikawa (Kai+) (japansk); Peter Secher Schmidt (DBZ), Niclas Mortensen (DBS) (dansk)
Tenshinhan (天津飯) introduceres til at starte med som værende en elev af Kame-Sennins rival Shen, og han forsøger at dræbe Son-Goku og hans med-studerende.[kap. 113, 129] Senere bliver han og Chao-Zu deres allierede i kampen mod Ærkedjævlen Piccolos, hvor de slås mod hans håndlangere, indtil Son-Goku kan nå frem.[kap. 147, 154] I kampen mod saiyajinerne dør Tenshinhan af udmattelse mod Nappa.[kap. 218] Han træner i efterlivet under Mester Kaio, inden han bliver genoplivet med det namekianske dragekugler.[kap. 261, 329] Tenshinhan hjælper i kampen mod androiderne og Celle, men deltager ellers ikke meget, indtil Freezers tilbagevenden og senere i Magtturneringen.

### C-18
Stemmelagt af: Miki Itō (japansk); 	Marie Caroline Schjeldal (DBZ SP2), Katrine Falkenberg (Super) (dansk)
C-18 (人造人間18号 Jinzōningen Jū Hachi Gō, lit. "Kunstigt Menneske Nr. 18"), også kendt som Androide 18, er en Red Ribbon-androide skabt af Doctor Gero, og søster til C-17[kap. 351] Efter at være sat fri rejser hun sammen med C-16 og C-17 for at finde og dræbe Son-Goku, men de bliver afbrudt af Celle og Z-krigerne flere gange. Hun og C-17 bliver på et tidspunkt absorberet af Celle, men kastes senere op under Celles turnering. Selvom Kuririn ikke kan ønske, at hun bliver menneske, formår han at få fjernet hendes selvdestruktionsfunktionalitet.[kap. 418] Hun slår sig ned med Kuririn, med hvem hun senere får en datter ved navn Marron (マーロン Māron).[kap. 426, 431] C18 er fortsat en tilbagevendende karakter og kæmper senere for det syvende univers i sagaen om Universernes Overlevelse.

### Son-Goten
Stemmelagt af: Masako Nozawa (japansk); Gulliver Rich Zahle (dansk)

### Beerus
Stemmelagt af: Kōichi Yamadera (japansk); Jesper Hagelskær Paasch (dansk)
Beerus (ビルス Birusu) er en gud, der deltager i den den fjortende og femtende Dragon Ball Z-film same i Dragon Ball Super. Han er en Udslettergud i form af et lilla, sphynx-kattelignende væsen, hvis formål er at vedligeholde balance ved at udsletter planeter, civilisationer eller eksterne trusler der er til far for universets udvikling. Son-Goku forvandler dig til en super-saiyajin-gud i kampen mod Beerus og taber, men Beerus sparer ham og jorden. Beerus danner senere et hold bestående af Son-Goku, Vejita, Piccolo, Bøh og et lille, rødt menneskelignende rumvæsen ved navn Monaka (モナカ) for at deltager i en kampsportsturnering mod hans bror Shanpas hold fra de sjette univers. Beerus danner senere et andet hold bestående af bemærkelsesværdige kæmpere fra det syvende univers til at deltage i Magtturneringen organiseret af den øverste gud Zeno. Siden da har han overset Son-Goku og Vejitas træning på sin hjemplanet.

### Wisu
Stemmelagt af: Masakazu Morita (japansk); Oliver Berg (dansk)

## Antagonister

### Radits
Stemmelagt af: Shigeru Chiba (japansk); Peter Secher Schmidt (dansk)
Radits (ラディッツ Radittsu) er den biologiske bror til Son-Goku og er den ældste søn af saiyajinen Bardock. Han er væsentligt en kriger i Freezers hær, og arbejde sammen med de andre saiyajinere Vejita og Nappa (Dragon Ball). Da han arbejdede på et hold ledet af Vejita, rejste Radits til jorden for at finde ud af om Son-Goku, havde fuldført den mission han fik tildelt som baby: at vælte jorden. Men under sin ankomst, finder Radits ud af, at hans bror har mistet alle sine voldelige saiyajin tendensser og ikke har nogen kendskab til sin afstamning eller sin sande rase. Radits prøver at overtage Son-Goku til at slutte sig til ham og overtage planeten, men det lykkedes ham ikke.
Efter at have opdaget at Son-Goku er blevet fredelig efter en heldbreddelse fra en slem hovedskade som barn, kidnapper Raditshans søn Son-Gohan og som løsesum kræver han at Son-Goku dræber 100 mennesker på et døgn, så han mister sine hæmninger mod at dræbe. På dette tidspunkt var han meget stærke end Son-Goku, og det tog en ordentlig hold anstrengelse for ham og Piccolo (med assistance fra Son-Gohan) at besejre ham.

### Nappa
Stemmelagt af: Shōzō Iizuka (DBZ), Tetsu Inada (Kai) (japansk); Michael Elo (dansk)
Nappa (ナッパ) er en stor skaldet sayajin kriger på omkring 50 år og er over 2 meter høj. Nappa var den mægtige sayajin Vejitas makker under Sayajin Sagaen. Nappa bliver introduceret som en næsten uovervindelig kæmper, med et forfærdeligt temperament. Under hans kamp mod jordens forsvarere, bliver Chao-Zu, Tenshinhan og Piccolo dræbt. Da den meget stærke modstander Son-Goku, dukker op og besejrer Nappa, bliver den store mand personligt udslettet, af hans skuffede og nådesløse kamppartner Vejita.

### Kommandant Ginyu
Stemmelagt af: Hideyuki Hori (DBZ), Katsuyuki Konishi (Kai, DBS) (japansk); Christian Damsgaard (DBZ), Michael Elo (DBS) (dansk)

### Jeeze
Jeeze (ジース Jīsu) er mutant, men fremstår mest som menneske. Han er medlem af den tidligere frygtede Ginyukommando (Ginyu Tokusentai på japansk). Jeeze har langt hvidt hår, der tit forveksles med candyfloss. Mange kalder ham endda en rumgulerod med hår. Han er tilsyneladende den svageste i Ginyukommandoen, ikke kun fordi han kun har ét specialangreb, men han er også en bangebuks. 
Efter at medlemmerne Barta, Rikoom og Guldo er besejret, flygter han fra kampen og fortæller kommandant Ginyu om det hele. Under Goku og Ginyus kamp var han nødt til bare at se på, da Ginyu ville have en fair kamp og kæmpe alene. Mens de to kæmper, begår Jeeze den fejltagelse at komme op at slås med Vejita, hvilket koster ham livet.

### Freezer
Stemmelagt af: Ryūsei Nakao (japansk); Peter Secher Schmidt (dansk)

### Cooler
Cooler (クウラ Kuura) er skurken i den femte og sjette Dragon Ball Z film. Han er storebror til Freeza og er King Colds første søn. Han kan forvandle sig en gang mere end Freeza og er derfor en rigtig stærk modstander. Freeza kender sandsynligvis ikke så meget til Coolers styrke da han kalder sig selv for universet alle stærkeste kriger og mener at Ginyu er den næst stærkeste. Men faktisk har Cooler en nogenlunde høj kampkraft større end Freeza og Cold. Cold har en speciel gruppe Cooler panseret indsatsstyrke hedder den ligesom Freeza har Ginyu-kommandoen men der er kun 3 medlemmer af den i modsætning til Ginyu-kommandoen, men de er til gængæld lige så gode. 
I speciel bøgerne der hedder Dragon Ball Z bliver Cooler besejret af Son Gokū og vender senere tilbage som metal Cooler dobbelt så stærk som før (cirka).

### Kong Cold
Kong Cold (eller King Cold), er far til Freezer, og Cooler, og farfar til Kuriza. Cold har en meget høj skurkeklasse, i at han muligvis er overboss over både Freezers, Coolers, og Kurizas organisationer. Han er meget lusket, og ondskabsfuld. Selvom det er ukendt, så har han sandsyndeligvis evnen til at forvandle sig. 
Det er ofte blevet diskuteret blandt mange Dragonball-fans, om han er stærkere end Freezer, eller ej. Han er muligvis stærkere end Freezer. Men man ser aldrig, at han viser sin styrke, og hans specielle angreb er ukendte. Han dukker op, og dør i bog 28. Cold var ham, som genopbyggede Freezer til en Cyborg, da denne lå hårdt såret, efter kampen mod Son Goku. Da han kommer til Jorden sammen med Freezer, møder han Fremtids Trunks. Efter at Trunks dræber Freezer, tilbyder Cold at adoptere ham, så de sammen kan herske over Universet. Da Trunks takker nej, beder Cold ham om at låne sværdet. Trunks giver ham sværet. Da det så har vist sig, at Cold er ude på at dræbe Trunks, hugger han sværet ude efter ham. Trunks griber fat i sværdet, og slår Cold ihjel, med det samme. Men inden Trunks udsletter ham, når en af Dr.Geros spionagerobotter at indsamle Colds celler, til monsteret Celle. I Dragon Ball Z, ses han senere i Helvede, sammen med Celle, Freezer, og Ginyu-Kommandoen (Undtagen Kommandant Ginyu). Her ryger han i et fængsel, sammen med de andre skurke, efter at have fået bank af Paikuhan.

### Dæmonen Bøh
Stemmelagt af: Kōzō Shioya (japansk); Daniel Vognstrup Jørgensen (dansk)

### Zamasu / Son-Goku Black
Stemmelagt af: Shin-ichiro Miki (Zamasu), Masako Nozawa (Son-Goku Black) (japansk); Laurids Skovgaard Andersen (Zamasu), Silas Phillipson (Son-Goku Black) (dansk)

## Støttende karakterer

### Dr. Brief
Dr. Brief er en ældre, genial og excentrisk videnskabsmand. Han er far til Bulma, og en af de smarteste og rigeste mænd i verden. Han bor i West City med sin kone og deres mange kæledyr. Ligesom næsten alle i hans familie (med undtagelse af Vejita), er Dr. Brief's navn et ordspil på undertøj (trusser).

### Mester Kvæde
Mester Kvæde træner Son-Goku op til at genoptage kampen mod Tao bai-bai.(Tranernes herres bror)

### Jaco
Stemmelagt af: Natsuki Hanae (japansk); Elias Strube (dansk)

## Andre tilbagevendende karakterer

### Fusionerede karakterer

#### Gotenks
Gotenks er en fusion af Trunks (søn af Vegeta og Bulma) og Goten (søn af Goku og Chi chi). De fusionerer første gang i mangaens bind 40, og i animens episode 236* hvor de skal kæmpe mod Majin Buu.
- episode nummeret afhænger af hvilken udgave af animen du ser

### Bardock
Bardock er Son-Gokus far og en stolt og modig anden-rangs saiyajin. Han har tre sønner: Son-Goku, Radits og Kadish. Man ser ikke Bardock optræde i Dragon Ball og Dragon Ball Z universet; kun i nogle få bøger. Han har også evnen til at se ind i fremtiden, når han drømmer. Bardock ser på et tidspunkt, at hele den planet, han bor på sammen med Son-Goku og andre saiyajiner, vil blive sprængt i luften af Freezer. Han vælger derfor at sende Son-Goku ned på Jorden, for at Son-Goku skal herske over den. Bardock dør, da planeten bliver sprængt i luften.

### Mr. Satan
Stemmelagt af: Daisuke Gōri (DB-Kai), Unshō Ishizuka (Kai-DBS) (japansk); Peter Aude (dansk)

### Det sjette univers

#### Shanpa
Stemmelagt af: Mitsuo Iwata (japansk); Jesper Voetmann (dansk)

#### Vados
Stemmelagt af: Yuriko Yamaguchi (japansk); Sandra Bothmann (dansk)

### Dragon Ball-manga

#### Hele serien
- Toriyama, Akira. ドラゴンボール [Dragon Ball] (på japansk). 42 bind. Japan: Shueisha, 1985–1995.
- Toriyama, Akira. Dragon Ball. 42 bind. Danmark: Carlsen, 2000–2003.

#### Individuelle bind
- Bind 1 (kap. 1–11): Dragekuglernes hemmelighed. 2000. ISBN 87-562-7402-5. og 孫悟空と仲間たち (på japansk). November 1985. ISBN 978-4-08-851831-2.
- Bind 2 (kap. 12–24): Dragen Shenlong. 2000. ISBN 87-562-7404-1. og ドラゴンボール危機一髪 (på japansk). Januar 1986. ISBN 978-4-08-851832-9.
- Bind 3 (kap. 25–36): Kame-Sennins kampskole. 2000. ISBN 87-562-7406-8. og 天下一武道会はじまる！！ (på japansk). Juni 1986. ISBN 978-4-08-851833-6.
- Bind 4 (kap. 37–48): Den store turnering. 2000. ISBN 87-562-7408-4. og 大決勝戦 (på japansk). Oktober 1986. ISBN 978-4-08-851834-3.
- Bind 5 (kap. 49–60): Jagten på den forsvundne bedstefar. 2000. ISBN 87-562-7410-6. og マッスルタワーの恐怖 (på japansk). Januar 1987. ISBN 978-4-08-851835-0.
- Bind 6 (kap. 61–72): Monster nummer 8. 2000. ISBN 87-562-7412-2. og ブルマの大失敗!! (på japansk). Marts 1987. ISBN 978-4-08-851836-7.
- Bind 7 (kap. 73–84): Fældernes labyrint. 2000. ISBN 87-562-7414-9. og 追跡！！ブルー将軍 (på japansk). Maj 1987. ISBN 978-4-08-851837-4.
- Bind 8 (kap. 85–96): Til tops i tårnet. 2000. ISBN 87-562-7416-5. og 孫悟空突撃 (på japansk). Juli 1987. ISBN 978-4-08-851838-1.
- Bind 9 (kap. 97–108): Uranai Babas krigere. 2000. ISBN 87-562-7418-1. og こまったときの占いババ (på japansk). September 1987. ISBN 978-4-08-851839-8.
- Bind 10 (kap. 109–120): Tre år senere. 2001. ISBN 87-562-7420-3. og 第22回天下一武道会 (på japansk). November 1987. ISBN 978-4-08-851840-4.
- Bind 11 (kap. 121–132): Son-Goku mod Kuririn. 2001. ISBN 87-562-7454-8. og 天下一のスーパーバトル！！ (på japansk). Februar 1988. ISBN 978-4-08-851608-0.
- Bind 12 (kap. 133–144): De ondes magt. 2001. ISBN 87-562-7456-4. og ピッコロ大魔王の恐怖！ (på japansk). April 1988. ISBN 978-4-08-851609-7.
- Bind 13 (kap. 145–156): Det hellige vand. 2001. ISBN 87-562-7458-0. og 孫悟空の逆襲！？ (på japansk). Juni 1988. ISBN 978-4-08-851610-3.
- Bind 14 (kap. 157–168): Guds hemmelighed. 2001. ISBN 87-562-7460-2. og さらなる飛躍 (på japansk). August 1988. ISBN 978-4-08-851611-0.
- Bind 15 (kap. 169–180): Chichi. 2001. ISBN 87-562-7462-9. og 群雄割拠！ (på japansk). December 1988. ISBN 978-4-08-851612-7.
- Bind 16 (kap. 181–192): Giganternes duel. 2001. ISBN 87-562-7464-5. og 龍虎相討つ！ (på japansk). Februar 1989. ISBN 978-4-08-851613-4.
- Bind 17 (kap. 193–204): En bror til Son-Goku. 2001. ISBN 87-562-7466-1. og かつてない恐怖 (på japansk). Maj 1989. ISBN 978-4-08-851614-1.
- Bind 18 (kap. 205–216): Et liv efter dette. 2001. ISBN 87-562-7468-8. og 孫悟空とピッコロ大魔王 (på japansk). Juli 1989. ISBN 978-4-08-851615-8.
- Bind 19 (kap. 217–228): Kampen mod Nappa. 2001. ISBN 87-562-7472-6. og いそげ！孫悟空 (på japansk). November 1989. ISBN 978-4-08-851616-5.
- Bind 20 (kap. 229–240): Den ultimative kamp. 2001. ISBN 87-562-7474-2. og 天下分け目の超決戦 (på japansk). Januar 1990. ISBN 978-4-08-851617-2.
- Bind 21 (kap. 241–252): Af sted til Namek!. 2001. ISBN 87-562-7476-9. og めざせ！ナメックの星 (på japansk). April 1990. ISBN 978-4-08-851618-9.
- Bind 22 (kap. 253–264): Zarbon og Dodoria. 2002. ISBN 87-626-7494-3. og ナメック星人の抵抗 (på japansk). Juli 1990. ISBN 978-4-08-851619-6.
- Bind 23 (kap. 265–276): Den frygtelige Ginyu-kommando. 2002. ISBN 87-626-7495-1. og 恐怖のギニュー特戦隊 (på japansk). Oktober 1990. ISBN 978-4-08-851620-2.
- Bind 24 (kap. 277–288): Hvem er hvem?. 2002. ISBN 87-626-7497-8. and 悟空か！？ギニューか！？ (på japansk). Januar 1991. ISBN 978-4-08-851414-7.
- Bind 25 (kap. 289–300): Supertransmogriffen Freezer. 2002. ISBN 87-626-7498-6. og フリーザ超変身！！ (på japansk). Marts 1991. ISBN 978-4-08-851415-4.
- Bind 26 (kap. 301–313): Bardock. 2002. ISBN 87-626-7499-4. and 孫悟空...復活！！ (på japansk). Juni 1991. ISBN 978-4-08-851416-1.
- Bind 27 (kap. 314–325): Son-Goku - super-saiyajin. 2002. ISBN 87-626-7500-1. og 伝説の超サイヤ人 (på japansk). August 1991. ISBN 978-4-08-851417-8.
- Bind 28 (kap. 326–337): Drengen fra fremtiden. 2002. ISBN 87-626-7502-8. og 未来から来た少年 (på japansk). November 1991. ISBN 978-4-08-851418-5.
- Bind 29 (kap. 338–349): Vejita - super-saiyajin. 2002. ISBN 87-626-7503-6. og 悟空、敗れる！ (på japansk). Marts 1992. ISBN 978-4-08-851419-2.
- Bind 30 (kap. 350–361): Gruppe Z. 2002. ISBN 87-626-7504-4. og 邪悪な予感 (på japansk). Juni 1992. ISBN 978-4-08-851420-8.
- Bind 31 (kap. 362–373): Celle. 2002. ISBN 87-626-7505-2. og 忍びよるセル (på japansk). August 1992. ISBN 978-4-08-851686-8.
- Bind 32 (kap. 374–385): Ultra-saiyajiner. 2002. ISBN 87-626-7506-0. og セルの完全体 完成！！ (på japansk). November 1992. ISBN 978-4-08-851687-5.
- Bind 33 (kap. 386–396): Celles turnering. 2002. ISBN 87-626-7507-9. og セルゲーム始まる (på japansk). December 1992. ISBN 978-4-08-851688-2.
- Bind 34 (kap. 397–408): Celle mod Son-Goku. 2003. ISBN 87-626-7548-6. og 悟空を越えた戦士 (på japansk). Juni 1993. ISBN 978-4-08-851689-9.
- Bind 35 (kap. 409–420): Hjælp fra det hinsidige. 2003. ISBN 87-626-7549-4. og さようなら戦士たち (på japansk). September 1993. ISBN 978-4-08-851700-1.
- Bind 36 (kap. 421–432): Den nye helt. 2003. ISBN 87-626-7550-8. og ニューヒーロー誕生！！ (på japansk). November 1993. ISBN 978-4-08-851495-6.
- Bind 37 (kap. 433–445): Kaioshin. 2003. ISBN 87-626-7551-6. og 動き始めた作戦 (på japansk). April 1994. ISBN 978-4-08-851496-3.
- Bind 38 (kap. 446–459): Troldmanden Babidi. 2003. ISBN 87-626-7552-4. og 宿命の対決 孫悟空対ベジータ (på japansk). August 1994. ISBN 978-4-08-851497-0.
- Bind 39 (kap. 460–472): Bøh. 2003. ISBN 87-626-7553-2. og さらば誇り高き戦士 (på japansk). December 1994. ISBN 978-4-08-851498-7.
- Bind 40 (kap. 473–485): Fusionen. 2003. ISBN 87-626-7554-0. og 地球軍、最後の秘密兵器！！ (på japansk). Marts 1995. ISBN 978-4-08-851499-4.
- Bind 41 (kap. 486–502): Super-Gotenks. 2003. ISBN 87-626-7555-9. og がんばれ 超ゴテンクスくん (på japansk). Juni 1995. ISBN 978-4-08-851500-7.
- Bind 42 (kap. 503–519): Afskeden. 2003. ISBN 87-626-7556-7. og バイバイ ドラゴンワールド (på japansk). August 1995. ISBN 978-4-08-851090-3.